# 同台経済懇話会
同台経済懇話会（どうだいけいざいこんわかい）は、陸軍士官学校・陸軍経理学校・陸軍幼年学校（各在学生を含む）・防衛大学校出身者の経済人で構成されるクラブ。上場企業の経営者が主である。政治的には保守系で、現在の会員数は約650名。

## 概要
1975年（昭和50年）創立。初代の代表幹事は瀬島龍三で、日本を代表する有名企業の財界人が中心になって創立された。月1回、月例会員会と月例研究会を開催。会報「同台誌」を発行し、海外視察ツアーやシンポジウムを主催している。1997年（平成9年）11月20日にはインド独立50周年を記念して、京都霊山護国神社に「パール博士顕彰碑」を建立した。

### 会名の由来
旧日本軍の正規将校養成の学校は市ヶ谷台（後に大本営が入る）をはじめ、士官学校本科が相武台、航空が修武台、予科が振武台、陸軍経理学校が若松台にあり、幼年学校も東京（建武台）、仙台（三神峯台）、名古屋（観武台）、大阪（千代田台）、広島（鯉城台）、熊本（清水台）と下賜された台名を有していた。戦後の防衛大学校も小原台にある。この台という名のついた武窓に相学んだ者の集まりという意味で、名称を同台経済懇話会と称している。

## 役員
2010年（平成22年）時点
- 代表幹事 - 山本卓眞（富士通名誉会長） 58期
- 副代表幹事
  - 山口信夫（旭化成会長・日本商工会議所名誉会頭） 58期
  - 下山敏郎（元オリンパス光学工業（現：オリンパス）最高顧問） 58期
  - 神田延祐（元第二電電（DDI）社長・三和銀行副会長） 59期
  - 石野清治（元資生堂会長・厚生次官） 59期
  - 澁井英夫（元中外製薬副社長） 60期
  - 中條高徳（元アサヒビール副社長） 60期
  - 中村文俊（極東産業代表取締役会長） 61期
  - 白川浩司（設計事務所代表） 61期
  - 福田一彌（日宝販相談役・元第一勧銀常務） 幼47
  - 小長啓一（元アラビア石油会長） 幼48
  - 辻川健二（軍事史学会副会長） 防5
  - 岩崎俊雄（クレスコ会長） 防9
- 常任幹事 野地二見（元DDI常任顧問・産経新聞社取締役） 59期

## 発行書籍
- 「草萌」（会員の人生録）全6集
- 「恋闕」
- 「同期の雪」
- 「雄叫び」

「昭和軍事秘話」全3巻
- 「同台経済懇話会講演選集」
- 「近代日本戦争史」全4巻
- 「大東亜戦争の本質」
- 「同台経済懇話会30年のあゆみ」